# Maida Rose
Maida Rose is een Nederlandse dreampop-band opgericht in 2016 door het songwriterduo Roos Meijer en Javièr den Leeuw. De eerste vijf jaar van het bestaan als band heeft het duo gewerkt aan hun debuutalbum Tales of Adolescence. De muzikanten deelden verhalen over het opgroeien tijdens hun periode van adolescentie en namen dit als inspiratie voor het schrijven van de songs. In januari 2021 bracht het duo de eerste single van het album uit getiteld Harmony of Heartache.
Live bestaat Maida Rose uit Roos Meijer (zang, gitaar), Javièr den Leeuw (bas, bassynth, achtergrondzang), Anne Lieke Heusinkveld (toetsen, achtergrondzang), Sam van Hoogstraten (gitaar, achtergrondzang) en Quinten de Jongh (drums).

## Geschiedenis
Maida Rose is opgericht in de Nederlandse stad Den Haag. Roos Meijer en Javièr den Leeuw begonnen de band vanwege hun gezamenlijke liefde voor het dreampop-genre. Het duo begon met het schrijven van songs in de zolderkamer van Javièr's ouderlijk huis. De muzikanten gingen beide door hun adolescentie tijdens deze periode en gebruikten hun ervaringen van deze verandering als inspiratie voor het album. Tales of Adolescence is hiervan het resultaat.
Het debuutalbum, geproduceerd door Anne Lieke Heusinkveld, is niet opgenomen in een studio. In plaats daarvan heeft de band alles thuis opgenomen. Op deze manier hadden ze de vrijheid om te experimenteren met verschillende sounds en producties. Sam van Hoogstraten en Anne Lieke Heusinkveld hebben hun partijen ingespeeld vanuit hun eigen huis en Quinten de Jongh, de jongere broer van Javièr, heeft de drumpartijen opgenomen op dezelfde zolder waar het album is geschreven. Nadat alles voor het album was opgenomen nam Jesse Koch, een goede vriend van het duo, samen met producer Anne Lieke het mixen voor zijn rekening. Het album is op 25 maart 2022 verschenen.
De eerste single van het album, Harmony of Heartache, werd uitgebracht op 22 januari 2021. De song ging in première bij CLOUT en werd meteen opgepikt door verschillende media waaronder Obscure Sound en The Daily Indie.

## Discografie

### Singles
- Harmony of Heartache, 2021
- Where Do We Go, 2021
- Within, 2021
- Every Day Is Blue, 2021
- I Remember, 2022
- Fallen, 2022
- Phoenix, 2023
- Anymore, 2023
- Trying To Forget, 2025
- Don't Worry About The Rain, 2025

### EP's
- Philia, 2023

### Albums
- Tales of Adolescence, 2022
- In Boundless Blue, 2025